# 謝賓卡拉希薩爾

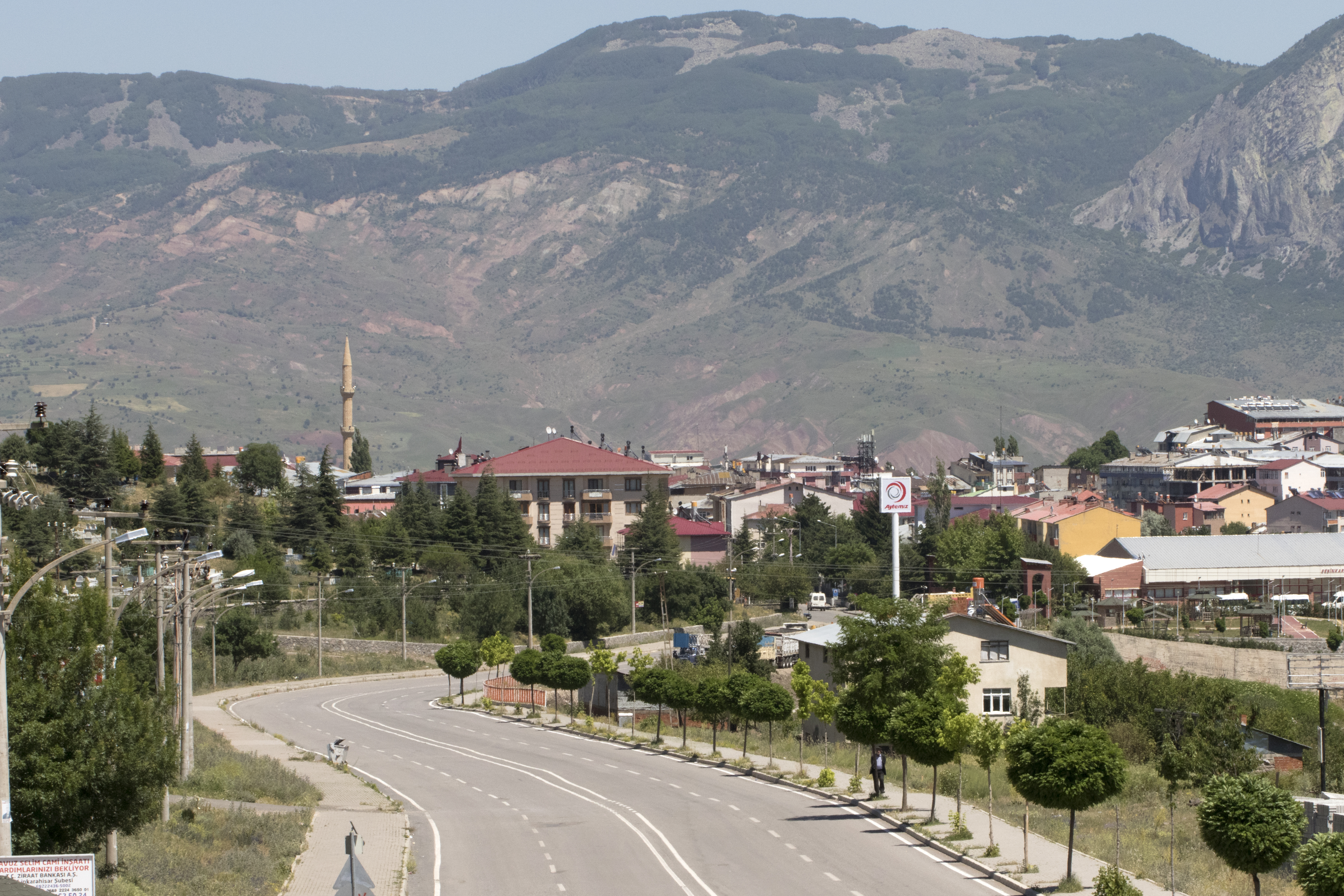
Şebinkarahisar

謝賓卡拉希薩爾是土耳其的城鎮，由吉雷松省負責管轄，位於該國東北部，距離首府吉雷松40公里，面積1,382平方公里，海拔高度1,352米，2008年人口11,599。

## 外部連結
- Photos of Şebinkarahisar（页面存档备份，存于）（土耳其文）
- The District Governorate （土耳其文）
- The Municipality（页面存档备份，存于） （土耳其文）
- Local İnformation（页面存档备份，存于） （土耳其文）
- More Photos （土耳其文）
- The Web Portal Of Şebinkarahisar（页面存档备份，存于） （土耳其文）
- Local News（页面存档备份，存于） （土耳其文）